# Pirush Hamishnayot

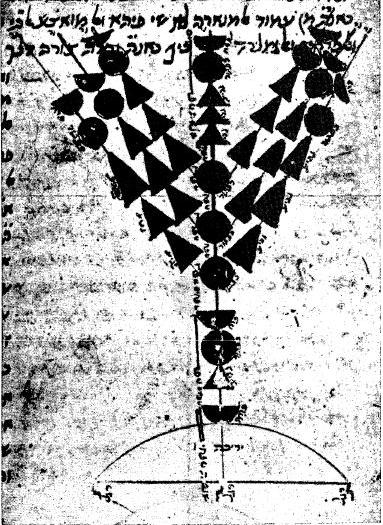
Disegno della Menorah templare, fatto di propria mano da Maimonide su un manoscritto del Pirush Hamishnayot per illustrare i suoi commenti del "Menachot 3:7". Riprodotto sull'edizione di Y. Kafih, Gerusalemme, 1967, vol. 3 p. 79

Il Pirush Hamishnayot (in ebraico פירוש המשניות ‎?, in arabo traslitt. Sirāj) –- in italiano: Commentario alla Mishnah –- è un commentario della Mishnah scritto nel 1158 e.v. in Giudeo-Arabo dal rinomato rabbino, filosofo e medico spagnolo Mosè Maimonide. L'opera è conosciuta anche col titolo Sefer HaMa‘or.
Fu uno dei primi commentari per il grande pubblico: condensa i dibattiti talmudici e offre le sue soluzioni in svariati casi dubbi. L'introduzione generale e le introduzioni alle varie sezioni sono state ampiamente citate dagli autori successivi; la più nota è quella al decimo capitolo del trattato Sanhedrin ("Sinedrio"), dove elenca i tredici articoli di fede dell'Ebraismo, che fu tradotta in ebraico da Samuel ben Judah ibn Tibbon, un rabbino occitano suo contemporaneo.

## Analisi
Maimonide completò la sua opera nel 1168, in Egitto ad al-Fustat (oggi indicata come "Vecchia Cairo"), durante gli ultimi anni della dinastia fatimide. La terminò con un verso del Libro di Isaia 40:29-31:
L'autore desiderava che il suo commentario creasse un rinnovo spirituale e un miglioramento nello studio. Il Talmud aveva soppiantato la Mishnah e Maimonide rimproverava persino i grandi talmudisti perché non si basavano su di essa. Era quindi necessario riportare la Mishnah al giusto posto primario: questo era il motivo per cui aveva scritto il Pirush Hamishnayot. Ma non riscosse il successo sperato, rimanendo relegato ad una stretta cerchia di studiosi.
Maimonide spiegò le sue intenzioni nell'Introduzione del commentario. Affermò di voler elucidare il senso della Mishnah, sintetizzando, epitomizzando e semplificando ciò che era complicato. Poiché il testo della Mishnah non poteva esser compreso a parte l'interpretazione data dalla Ghemarah, Maimonide fornì quello che era assolutamente necessario sapere della Ghemarah, liberando quindi lo studente da una ricerca strenua ed elaborata e permettendogli di studiare altre materie, come la filosofia e la scienza. Nelle sue discussioni mishnaiche forse fece anche uso di un suo incompleto commentario del Talmud (che poi diventerà la sua magnum opus, la Mishneh Torah). Chiarì inoltre le decisioni legali della Mishnah per determinare quale fosse la pratica prescritta.
Col desiderio di introdurre gli studenti novizi alla studio talmudico, Maimonide fece una panoramica del Talmud in ogni singola pagina del suo commentario mishnaico. Per lo studente avanzato il commentario sarebbe servito come esercizio mnemonico, rendendo accessibile e organizzato ciò che lo studente aveva imparato. Cercò di scrivere concisamente, disse, senza sacrificare accuratezza e lucidità dato che stava istruendo coloro che potevano comprendere: "Non sto parlando ad una pietra ma ad un essere umano intelligente."
Il Pirush Hamishnayot ha la seguente struttura: le introduzioni selezionate, scritte in stile sciolto, contrastano fortemente con le laconiche spiegazioni testuali della Mishnah. Si percepiscono nei contenuti parecchie tendenze divergenti come se l'autore stesse cercando di raggiungere obiettivi conflittuali. Le parti strettamente esplicative contengono le sue conclusioni su rispettive interpretazioni e offrono anche osservazioni indipendenti ma l'autore spesso introduce digressioni i cui nessi con la Mishnah sono estremamente deboli così da apparire quasi estranei. Questo duplice carattere rivela una dissonanza tra il modo di pensare dell'autore e la natura del suo lavoro ma la forza del suo pensiero non riesce a contenersi e a volte irrompe nel testo. Tali aspetti contrastanti manifestano il disagio di Maimonide per il formato del libro; gli appendici a fine testo talora oltrepassano la sua struttura. Con l'assillo costante della forma, Maimonide deve qui affrontare un problema complicato e preoccupante: come trovare uno stile soddisfacente di presentazione. Considerando i risultati speciali che Maimonide ottenne con questa opera, il gruppo di introduzioni sistematiche è alquanto sorprendente. Esse rivelano l'originalità dell'autore e la sua forza intellettuale assai di più e intensamente che le parti illustrative del testo della Mishnah.

### Prologo
Il Codice inizia con un poema di sei versi, tre di nove parole e tre di dieci. Il nome Mosè appare tre volte, una volta come il Mosè biblico e un'altra come il nome di Maimonide – "la composizione di un giovane debole, Mosè figlio di Maimon, la cui invocazione è che Dio raddrizzi la sua via e renda la Torah il suo solo desiderio." La terza volta è ambigua e potrebbe significare entrambi. Maimonide si vedeva costantemente come un Mosè redivivus.
Con un prologo esuberante, scritto poeticamente e con prosa rimata, Maimonide presenta la sua magnum opus. La presenta come un dono di cibi e vini deliziosi, paragonandola ad una tavola sontuosamente apparecchiata e ricolma di frutti esotici e succhi di melograno. Chiede ai suoi compagni di bere e nutrirsi avidamente perché tutto l'offerto proviene da fragranti frutteti e vigne curate amorosamente. Le sue frasi sono maestose ed eleganti - paragona il Commentario alla Torre di David e annuncia: "Io, Moses ben Maimon il Sefardita, l'ho eretta." Inizia con l'"Io" come colui che è fiero di una grande impresa e conscio del proprio valore e della propria potenza espressiva. Anche se il Pirush Hamishnayot fosse stato il suo unico lavoro, da solo gli avrebbe certamente assicurato fama eterna.
Esiste ancora una copia ben preservata del manoscritto scritto di proprio pugno da Maimonide. Esaminando comunque tutti i manoscritti attualmente disponibili si può conoscere la procedura dell'autore nel preparare i suoi testi. In primo luogo, Maimonide faceva una brutta copia che poi rivedeva. Le correzioni venivano incluse in una seconda minuta che correggeva nuovamente. Quando reputava che il testo fosse pronto ne faceva fare una bella copia integrale. Ciò veniva effettuato da uno scriba o dalla sua stessa "santa e pura mano", come scrissero successivi studiosi nel lodare i suoi autografi. La bella copia diventava la matrice dalla quale venivano fatte altre copie. Le copie venivano poi controllate a fronte del manoscritto originale autografo da uno scriba o da Maimonide stesso che quindi la certificava.
Maimonide continuò a modificare il suo Pirush Hamishnayot per tutta la vita, sempre correggendolo, apportando emendamenti, migliorandolo e aggiornandolo sulla base di nuove conoscenze. Di conseguenza il Commentario era sempre in evoluzione e mai completo fintanto che il tempo lo costrinse ad interrompersi, quando poi la morte avvenne al Cairo il 13 dicembre 1204. Ma i suoi discendenti proseguirono l'opera e i suoi scritti continuarono quindi ad essere migliorati anche senza di lui.

### Introduzioni
Maimonide scrisse tre principali introduzioni al suo Commentario. Per prima scrisse una lunga introduzione all'intera Mishnah. Poi scrisse un'introduzione al decimo capitolo del Trattato Sanhedrin, chiamata Pereq Heleq, dove, tra l'altro, mise giù un credo in 13 principi.Vedi colonna destra Infine, quale preludio ai suoi commenti al Trattato Avot, o Pirkei Avot (Etica dei Padri), scrisse otto capitoli dedicati all'etica. Ci sono anche altre introduzioni come per esempio quella dettagliatissima all'Ordine della Purezza, ma sono classificazioni del contenuto piuttosto che discussioni teoriche. Le introduzioni fanno riferimento, cosa inusitata per un'opera giuridica, a filosofia e scienza. Ma Maimonide conosceva il suo pubblico e sapeva che la "saggezza greca" non avrebbe fatto scalpore. Persino nelle parti puramente legali del Pirush Hamishnayot il lettore incontra la scienza e la filosofia - l'autore vuole educare, non solo commentare.
Nella sua introduzione alla Mishnah Maimonide discute la natura della Legge Orale e della profezia. Gli ebrei Rabbaniti (opposti ai Karaiti) sostenevano che la Legge Orale fosse stata rivelata a Mosè sul Monte Sinai insieme alla Legge Scritta. La Legge Orale, tramandata dalla tradizione e infine incorporata nel Talmud e nella Midrash, rappresenta l'interpretazione autorevole della Legge Scritta. Era quindi indispensabile illustrare la Legge Orale dato che i Karaiti negavano la sua validità e rifiutavano l'autorità del Talmud. Inoltre anche cristiani e musulmani respingevano enfaticamente il Talmud. I cristiani credevano che l'unica vera interpretazione dell'Antico testamento fosse il Nuovo Testamento. I teologi musulmani asserivano che la Legge Orale insegnata dal Talmud fosse stata inventata dai rabbini: la sola vera rivelazione era contenuta nel Qurʾān e la sua interpretazione appropriata veniva tramandata dalle tradizioni che risalivano a Maometto e ai suoi compagni, spiegata successivamente dagli ʿulamāʾ.
Era essenziale per Maimonide stabilire una sequenza di tradizione ininterrotta da Mosè fino al periodo dei Gaonim e del suo proprio tempo. Maimonide rappresentò la tradizione orale non in termini statici, come un corpo rigido e monolitico, ma piuttosto come una base per opinioni divergenti che potevano esser decise da ragionamenti legali e dalla maggioranza delle autorità erudite. Le generazioni dopo i profeti differivano spesso sulle interpretazioni e utilizzavano la ragione per raggiungere nuove conclusioni, rinnovando quindi la legge. "Non ci fu mai un momento in cui non stessero deliberando sulla legge e proponendo nuove conclusioni". Gli studiosi di ogni era fecero delle parole dei loro predecessori la base del ragionamento giuridico. Anche quando non esistevano opinioni divergenti i trasmettitori della legge deliberavano ugualmente e sempre sulle decisioni e ne deducevano nuove conclusioni.
Maimonide riuscì ad ottenere un sottile equilibrio tra la conservazione della tradizione da una parte e cambiamento e progresso dall'altra. Rese dinamica la giurisprudenza impiegando strumenti giuridici islamici – come per esempio i concetti di divergenza giuridica (ikhtilāf), il consenso (ijmāʿ), il giudizio indipendente (ijtihād) e il ragionamento legale (qiyās).

#### Aggadah ed Esoterismo
La seconda parte dell'Introduzione al Pirush Hamishnayot considera le parti omiletiche (aggadah) della letteratura rabbinica. Qui Maimonide introduce il suo principio ermeneutico della lettura esoterica commentando che certi testi misteriosi dei saggi non dovrebbero esser insegnati apertamente, una restrizione avvisata anche dai saggi stessi. L'interpretazione esegetica (derash) nel Talmud non è di minor importanza o utilità, ma serve un proposito più elevato perché contiene meravigliosi misteri. Quando tali interpretazioni vengono esaminate esotericamente si rivelano contenere "il bene puro". Esse palesano verità divine che filosofi e scienziati passarono tutta la vita a ponderare. Solo in superficie esse sono in conflitto con la ragione. I saggi usarono l'ermeneutica esoterica per stimolare le menti degli studenti e accecare gli ignoranti i cui cuori non sarebbero mai stati illuminati e dei quali si dice "Non si rivela loro i segreti poiché il loro intelletto è inadeguato a ricevere la pura verità."
I saggi ebrei celavano i misteri della Torah persino tra di loro quando si trattava dell'Racconto dell'Inizio (Creazione) e del Racconto del Carro (Trono di Dio), specialmente se credevano che gli altri colleghi non fossero in grado di capire. Questa convinzione derivava da ciò che aveva detto Salomone nel Cantico dei Cantici: "Miele e latte sono sotto la tua lingua" 4:11. I saggi interpretavano il versetto col significato che "le dolci cose che fanno godere l'anima sono come il piacere di gustar latte e miele e non devono esser divulgate dalla lingua in nessun modo". Queste sono cose che non possono essere insegnate e non le si spiega durante le lezioni di saggezza ma si alludono ad esse nei libri in maniera velata. Se Dio toglie il velo dal cuore di chiunque Lui voglia, dopo che tale prescelto si sia preparato nelle scienze, allora egli comprenderà secondo la capacità del suo intelletto. Alla gente comune, donne e bambini compresi, si deve insegnare in parabole in modo che, quando le loro menti si sono perfezionate, ne capiscano il significato. Per questo motivo i saggi parlarono di cose divine con allusioni. Si trova qui in nuce l'opinione di Maimonide sulla scrittura filosofica esoterica che sarà poi sviluppata più completamente nella sua Guida dei perplessi.

## I 13 principi della fede
Nel Pirush Hamishnayot (trattato "Sanhedrin", capitolo 10) Maimonide formula i suoi 13 principi della fede (ebraica) secondo questi punti:
1. "Esistenza di Dio"
2. "Unità e unicità di Dio"
3. "Spiritualità ed incorporeità di Dio"
4. "Eternità di Dio"
5. "Adorazione riservata solo a Dio"
6. "Onniscienza di Dio che conosce anche i pensieri degli individui"
7. "Verità della Torah"
8. "Preminenza di Mosè tra i profeti"
9. "Legge di Dio data sul Monte Sinai e derivante dal Cielo"
10. "Immutabilità della Torah"
11. "Buona ricompensa per i giusti o meritevoli: gli Zaddiqim; punizioni per i malvagi, i rashaim"[27]
12. "Venuta del Messia"
13. "Risurrezione dei morti"

Questi principi dogmatici furono oggetto di controversia, suscitando subito critiche dai rabbini, culminanti in quelle di Hasdai Crescas di Barcellona (tardo XIV secolo), anch'egli razionalista ma anti-aristotelico, e dell'allievo di questi Joseph Albo e furono ignorati dalla maggior parte delle comunità ebraiche per diversi secoli. Con il tempo, invece, divennero ampiamente condivisi tanto che due esposizioni poetiche dei 13 principi (Ani Ma'amin e Yigdal) sono entrate nel canone del "siddur" (il libro di preghiere comunitarie dell'ebraismo); oggi (2012) l'Ebraismo ortodosso li ritiene vincolanti.
Testo esteso dei 13 principi, dal Pirush Hamishnayot:
1. Credo con fede assoluta che il Creatore, sia benedetto il Suo Nome, è il Creatore e la Guida di tutti gli esseri creati, e che Egli solo ha creato, crea e creerà tutte le cose.
2. Credo con fede assoluta che il Creatore, sia benedetto il Suo Nome, è Uno; che non vi è unicità in alcun modo come la Sua, e che Egli solo è nostro Dio, lo è stato, lo è e lo sarà sempre.
3. Credo con fede assoluta che il Creatore, sia benedetto il Suo Nome, è incorporeo; che non possiede alcuna proprietà materiale; che non esiste assolutamente alcuna somiglianza (fisica) a Lui.
4. Credo con fede assoluta che il Creatore, sia benedetto il Suo Nome, è il Primo e l'Ultimo.
5. Credo con fede assoluta che il Creatore, sia benedetto il Suo Nome, è il solo a cui è giusto pregare, e che non è giusto pregare ad altri che a Lui.
6. Credo con fede assoluta che tutte le parole dei Profeti siano vere.
7. Credo con fede assoluta che la Profezia di Mosè nostra Guida, la pace sia con lui, è vera; e che egli è stato il capo dei Profeti, sia di quelli che l'hanno preceduto, sia di quelli che l'hanno seguito.
8. Credo con fede assoluta che tutta la Torah che ora possediamo, è la stessa che fu data a Mosè nostra Guida, la pace sia con lui.
9. Credo con fede assoluta che questa Torah non sarà mai sostituita, e che non vi sarà alcuna altra Torah data dal Creatore, benedetto sia il Suo Nome
10. Credo con fede assoluta che il Creatore, sia benedetto il Suo Nome, conosca tutte le azioni e tutti i pensieri degli esseri umani, come è scritto:"Egli è colui che, solo, ha formato il cuore di loro tutti, che comprende tutte le opere loro." (Salmi 33: 15[29]).
11. Credo con fede assoluta che il Creatore, sia benedetto il Suo Nome, ricompensa coloro che osservano i Suoi Comandamenti e punisce quelli che li trasgrediscono.
12. Credo con fede assoluta nella venuta del Messia e, anche se dovesse tardare, pur tuttavia attendo ogni giorno la sua venuta.
13. Credo con fede assoluta nella risurrezione dei morti all'ora che sarà volontà del Creatore, benedetto sia il Suo Nome e glorificata sia la Sua rimembranza nei secoli dei secoli.